# Bernhard Bender
Bernhard Bender (* 5. Februar 1945 in Leipzig) ist ein hessischer Politiker (SPD) und war Abgeordneter des Hessischen Landtags.

## Ausbildung und Beruf
Bender machte von 1964 bis 1972 eine Ausbildung zum Revierförster inklusive Grundwehrdienst und war zuletzt stellvertretender Forstamtsleiter im Hessischen Forstamt Homberg (Ohm).

## Politik
Bernhard Bender ist Vorstandsmitglied des SPD-Unterbezirks Vogelsbergkreis und Vorstandsmitglied des SPD-Ortsvereins Mücke.
Als Abgeordneter im hessischen Landtag vom 5. April 1995 bis 2008 arbeitete Bender als Mitglied in folgenden Ausschüssen: Ausschuss für Umwelt, ländlichen Raum und Verbraucherschutz, Hauptausschuss, Landesbetrieb HESSEN-FORST, Landespersonalkommission, Wahlausschuss zur Wahl der richterlichen Mitglieder des Staatsgerichtshofs.

## Sonstige Ämter
Bender ist Vorstandsmitglied des DGB-Kreises Vogelsberg, Mitglied des KV Vogelsberg-West der IG Bau.

## Weblink
- Bernhard Bender. Abgeordnete. In: Hessische Parlamentarismusgeschichte Online. HLGL & Uni Marburg, abgerufen am 13. August 2024 (Stand 28. November 2023).

| Personendaten    | Personendaten                  |
| ---------------- | ------------------------------ |
| NAME             | Bender, Bernhard               |
| KURZBESCHREIBUNG | deutscher Politiker (SPD), MdL |
| GEBURTSDATUM     | 5. Februar 1945                |
| GEBURTSORT       | Leipzig                        |